# Яблоновский, Станислав Павел
Князь Станислав Павел Яблоновский (пол. Stanisław Paweł Jabłonowski; 15 февраля 1762, Аннополь, Люблинское воеводство — 27 апреля 1822) — польский военный и государственный деятель, шеф гвардейского пехотного полка Великого княжества Литовского (с 1782), генерал-лейтенант, сенатор-каштелян Варшавского герцогства (с 1807 года), сенатор-воевода Царства Польского (с 1812 года). Кавалер орденов Святого Станислава (1784) и Белого Орла (1790).

## Биография
Представитель польского магнатского рода Яблоновских герба Прус III. Старший сын воеводы познанского и каштеляна краковского князя Антония Барнабы Яблоновского (1732—1799) и Анны Сангушко-Ковельской (1739—1766). Старший сводный брат Максимилиана.
В 1782 году Станислав Павел Яблоновский стал шефом гвардейского пехотного полка Великого княжества Литовского. В следующем 1783 году получил чин генерал-майора, затем был произведен в генерал-лейтенанты. В 1786 году был избран депутатом сейма. В 1788 году вторично избран депутатом от Волынского воеводства на Четырёхлетний сейм (1788—1792). Во время работы четырёхлетнего сейма Станислав Павел Яблоновский был послом Речи Посполитой при прусском дворе в Берлине.
В 1807 году князь С. Яблоновский стал сенатором-каштеляном Великого герцогства Варшавского, а в 1812 году — сенатором-воеводой Царства Польского.

## Семья
В 1792 году Станислав Павел Яблоновский женился на Теодоре Валевской (ум. 1826). Дети:
- Антоний Яблоновский (1793—1855), женат с 1818 года на графине Паулине Констанции Мнишек (1798—1863)
- Станислав Яблоновский (1799—1878), 1-я жена с 1825 года — графиня Мария Виельгорская, 2-я жена графиня Ванда Оссолинская